# Jules Loriaux
Jules Emile Gaston Loriaux (Jumet, 21 februari 1914 - Lodelinsart, 23 oktober 2002) was een Belgisch senator.

## Levensloop
Loriaux promoveerde tot doctor in de geneeskunde aan de ULB.
In 1971 werd hij voor het Rassemblement Wallon gemeenteraadslid en schepen in Jumet. Ook nog in 1971 werd hij lid van de Senaat als rechtstreeks gekozen senator voor het arrondissement Charleroi. In 1973, gevolg van de scheuring binnen de partij, zetelde hij als onafhankelijke tot in 1974. Vanuit zijn mandaat zetelde hij ook in de Cultuurraad voor de Franse Cultuurgemeenschap.
In Jumet-Charleroi is er een Rue Jules Loriaux.